# Українська військово-медична академія
Українська військово-медична академія (УВМА) — вищий багатопрофільний військово-медичний навчальний та науковий заклад післядипломної освіти для медиків військових лікувальних закладів Міністерства оборони України, Державної прикордонної служби України, Міністерства внутрішніх справ України, Служби безпеки України, найвагоміша медична установа у сфері військової медицини в Україні. Має IV рівень акредитації.
Розташована в столиці України місті Києві.

## Історія
13 січня 1993 року Генеральний штаб Збройних сил України затвердив штат організаційної групи Військово-медичного відділення при Національному медичному університеті імені О. Богомольця. В серпні 1993 року відбувся перший набір слухачів за 9 спеціальностями, а з січня 1994 року розпочалося навчання на факультеті перепідготовки та підвищення кваліфікації військових медиків.
У червні 1995 році відбувся перший випуск 25 лікарів-фахівців для Збройних сил України.
1 травня 1996 року на базі Військово-медичного відділення було створено Військово-медичний Інститут.
З вересня 1996 року на ВМІ покладено повноваження з військово-медичної підготовки студентів Національного медичного університету імені О. О. Богомольця, а також слухачів Національної медичної академії післядипломної освіти імені П. Л. Шупика.
Згідно з постановою Кабінету міністрів України №-820 від 16 жовтня 1995 року з метою вдосконалення підготовки кваліфікованих військових медиків, 1 березня 1998 року на базі ВМІ створена Українська військо-медична академія. 3 червня 1999 року академії міністром оборони від імені Президента України-Верховного головнокомандувача Збройних сил України урочисто вручено Бойовий прапор, як символ військової гідності держави Україна.

## Напрямки медичної підготовки
- 1101 «Медицина» за спеціальностями:
- 8.110101 «Лікувальна справа»
- 8.110105 «Медично-профілактична справа»
- 8.110106 «Стоматологія»
- 1102 «Фармація» за спеціальністю:
- 8.110201 «Фармація»

## Структурні підрозділи
- Факультет підготовки військових медиків. Здійснює підготовку військових медиків за 14 спеціальностями.
- Факультет перепідготовки та підвищення кваліфікації. Здійснює вторинну перепідготовку та підвищення кваліфікації військових медиків.

## Наукова діяльність
Протягом функціонування академії, військовими медиками було захищено понад 130 кандидатських та понад 30 докторських дисертацій. Серед постійних викладачів академії 65 мають ступінь кандидата медичних наук та 24 доктори медичних наук. Академія здійснює постійну науково-дослідну діяльність з 5 основних актуальних напрямків військової медицини, результати якої оприлюднюються у щоквартальному науково-практичному журналі Міністерства оборони України та в збірнику наукових праць «Проблеми військової охорони здоров'я», які включено у перелік наукових спеціалізованих видань України в галузі медицини.

## Міжнародна діяльність
Активний постійний розвиток міжнародних зв'язків відбувається з вищими медично-навчальними та науково-дослідними військовими закладами закордонних країн, на підставі офіційних угод про співробітництво між Міністерством оборони України та військовими відомствами інших держав.
Особливо плідна співпраця здійснюється з військовими медиками Грузії, Болгарії, Молдови, Латвії, Литви, Естонії, Греції, США, Німеччини, Нідерландів, Норвегії, Хорватії та інших. Постійно здійснюються дружні взаємні візити та науково-практичні медичні конференції за важливими актуальними напрямками сучасної військової медицини.

## Відомі випускники
- Безугла Мар'яна Володимирівна
- Лурін Ігор Анатолійович
- Остащенко Тетяна Миколаївна
- Подолян Юрій Віталійович
- Світличний Едуард Вікторович
- Хорошун Едуард Миколайович

Див. детальніше: Категорія:Випускники Української військово-медичної академії